# Mesochorus annamensis
Mesochorus annamensis (лат.) — вид наездников рода Mesochorus из семейства Ichneumonidae (Mesochorinae). Юго-Восточная Азия: Вьетнам (Dak Lak, Chin Yang Sin N.P.).

## Описание
Наездники мелких размеров. Длина тела около 4 мм. Длина переднего крыла около 3 мм. В усиках 27 флагелломеров. Передний край мезоплевр отделён от верхнего конца препектального валика расстоянием равным толщине жгутика усика. На щеках есть бороздка между жвалами и глазом. Жвалы с 2 зубцами. Лицо и наличник не разделены бороздкой а слиты в единую поверхность. Зеркальце переднего крыла ромбическое, большое. Лапки с гребенчатыми коготками.
Цвет. Голова, включая лицо и наличник, красноватая; пальпы, мандибулы, кроме зубцов, скуловое пространство и широкая лицевая орбита жёлто-кремовые; срединная полоса лба и затылка дорсально коричневая; стебелёк чёрный. Жгутик коричневатый, скпус и педицель желтоватые вентрально. Пронотум, тегула, мезоплевроны и метаплевроны жёлто-кремовые, мезоплевроны с коричневатым пятном фронто-дорсально. Мезоскутум жёлтый, с боковыми и передне-дорсальными коричневыми полосами. Скутеллюм жёлтая. Проподеум жёлтый и коричневый (area basalis, area externa и area dentipara). 1-й тергит чёрный, базально жёлтый, апикально с узким красноватым пятном. 2-й тергит чёрный, с треугольным жёлтым пятном в вершине 0,5. 3-й тергит коричневый, латерально жёлтый. 4-6-й тергиты жёлтые, с коричневатыми дорсальными пятнами. Передние и средние ноги жёлто-кремовые; задняя кокса жёлтая, с коричневым дорсальным пятном; заднее бедро жёлтое, с охристой полосой снаружи; задние голени жёлтые, чёрные в базальных 0,1 и вершинных 0,3; задние лапки, за исключением бледного основания метатарзуса, черноватые. Птеростигма коричневая.